# Дамба (село)
Да́мба (каз. Дамба) — село в Атырауской области Казахстана. Находится в подчинении городской администрации Атырау. Административный центр Дамбинского сельского округа. Код КАТО — 231043100.

## Географическое положение
Расположен в 18 км к юго-западу от города Атырау на берегу реки Урал.

## Этимология
В 1948-50 годах проводились работы по углублению впадения реки Урал в Каспийское море. Вырытые грунты насыпали по обоим берегам реки и сделали самодельную «дамбу». С тех лет этот регион назывался «Дамба».

## Население
В 1999 году население села составляло 1967 человек (954 мужчины и 1013 женщин). По данным переписи 2009 года в селе проживали 1152 человека (570 мужчин и 582 женщины).

## Инфраструктура
В селе имеется рыбоохранная инспекция, средняя школа, несколько торговых точек, баня и т. д. В окрестностях села расположены учреждения государственного природного резерват «Акжайык», Северо-Каспийская экологическая база реагирования на разливы нефти.

## Галерея
- с.Дамба. Акимат.jpg
- Детский сад "Ынтымақ"